# Prudencia

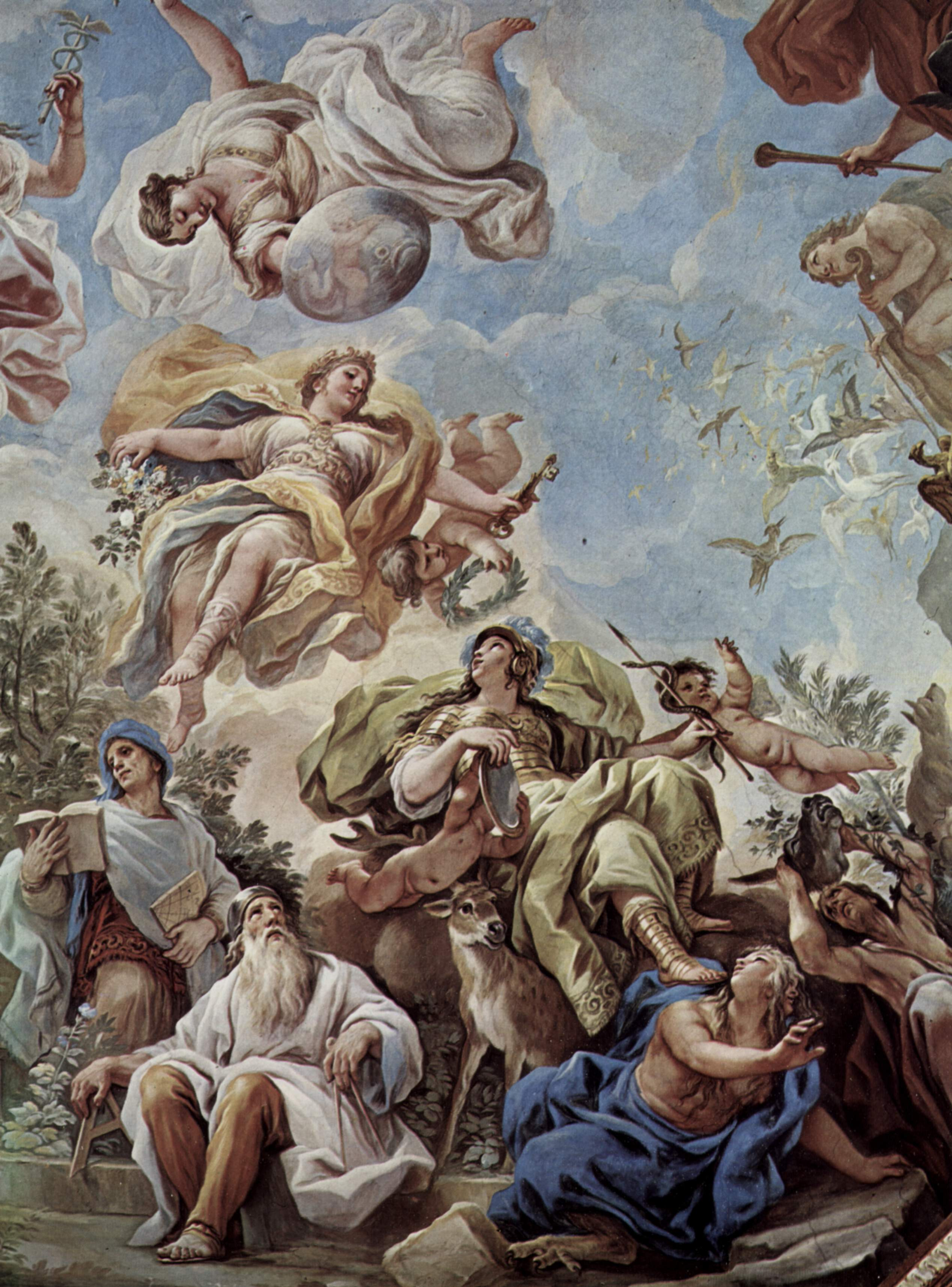
Alegoría de la prudencia.

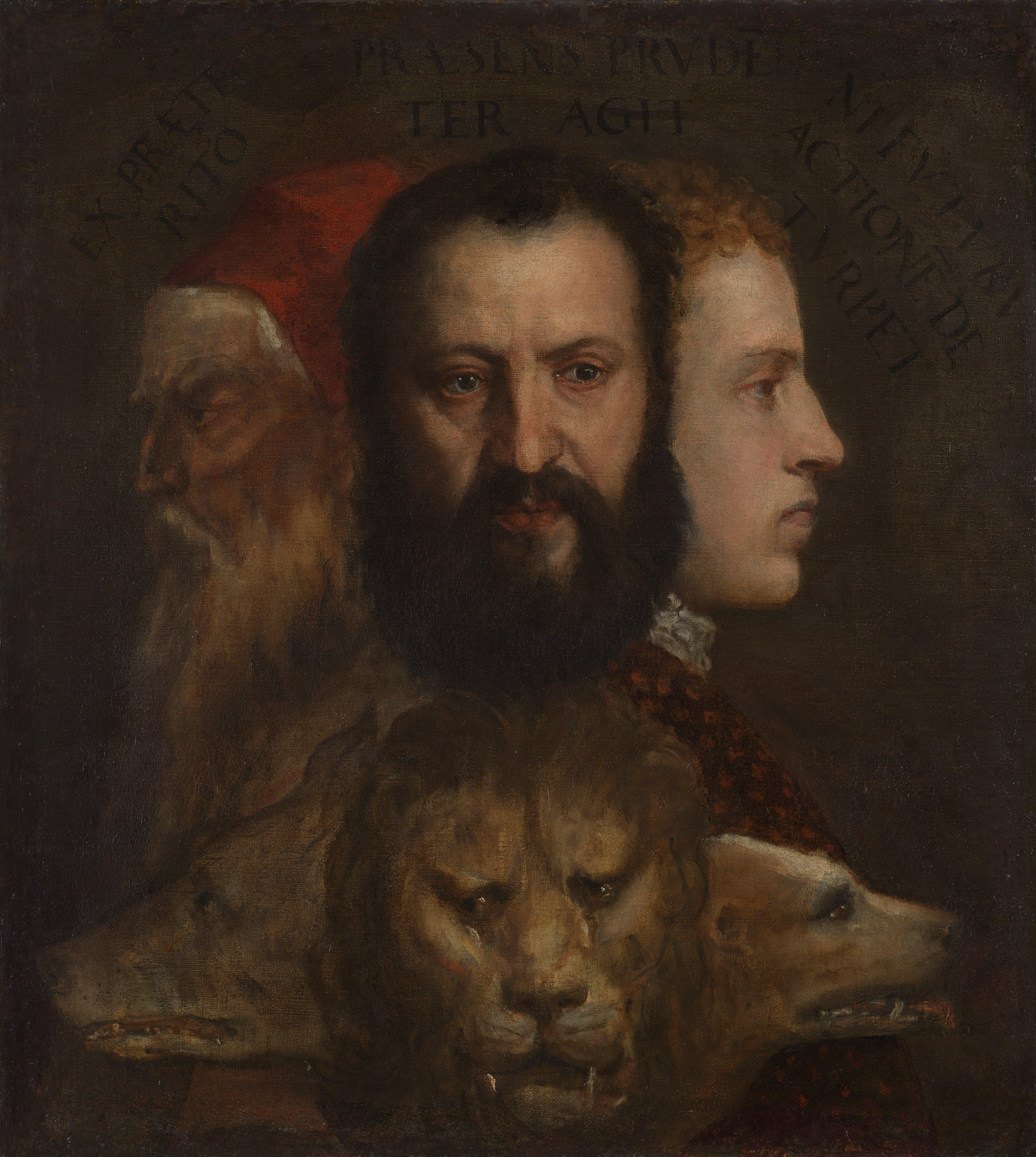
Alegoría de la Prudencia, óleo sobre lienzo de Tiziano

La prudencia es el comportamiento orientado hacia la felicidad, la virtud de actuar de forma justa, adecuada y con moderación. Definida por los escolásticos como la recta ratio agibilium, para diferenciarla del arte, recta ratio factibilium. También se entiende como la virtud de comunicarse con los demás por medio de un lenguaje claro, literal, cauteloso y adecuado, así como actuar respetando los sentimientos, la vida y las libertades de las demás personas. Actualmente se ha impuesto el significado de actuar con precaución para evitar posibles daños.

## En el catolicismo
Para la Iglesia católica, la prudencia dispone la razón de cada persona a discernir el verdadero bien  para cada circunstancia, y a elegir los medios adecuados para realizarlo. Es, junto a la justicia,  fortaleza y a la  templanza, una de las cuatro virtudes cardinales. Es guía de las demás virtudes, indicándoles su regla y medida por lo que es llamada «auriga virtutum».
 Santo Tomás de Aquino, siguiendo a Aristóteles dice que «la prudencia es la regla recta de la oración». No debe confundirse con la doblez o el temor, la disimulación o la timidez. Gracias a la «virtud de la prudencia» las personas pueden aplicar los principios morales en casos particulares sin incurrir en error. Por otro lado cada persona puede aclarar las dudas que tenga sobre el bien que puedan hacer o el mal que deben evitar.

## En laÉtica nicomáquea
En resumen la prudencia es la recta razón en las materias. Pero en lo que hace a las virtudes por las cuales un hombre es llamado simplemente bueno, esto no es posible, puesto que al estar presente la prudencia, que es una, estarán presentes al mismo tiempo las demás virtudes.
La prudencia es una virtud que permite descubrir el bien presente en una acción a realizar. Es la virtud intelectual del obrar humano, no solo en el sentido de obrar bien, sino de llegar a ser bueno por medio del obrar, pues ayudará a encontrar los mejores bienes humanos en relación con la acción. Las virtudes inferiores a la prudencia son: el deliberar bien, el juzgar bien, y el discernimiento